# St. Sebastianus Schützenbruderschaft Geseke 1412
Die St.-Sebastianus-Schützenbruderschaft Geseke 1412 e. V. ist mit über zweitausend Mitgliedern und ihrer Ersterwähnung im Jahre 1412 eine der ältesten und größten deutschen Schützenbruderschaften. Sie wurde zu Ehren der Heiligen Fabian und Sebastian gegründet. Das genaue Gründungsdatum ist unbekannt, da bei solchen Schützenbruderschaften zu dieser Zeit Gründungsurkunden unüblich waren.
Dass der Schütze Alhard Brand während der Belagerung Gesekes im Dreißigjährigen Krieg im April 1622 durch den Herzog Christian von Braunschweig, genannt «Toller Christian», demselben ein Stück Braten vor dem Mund weggeschossen hat, ist historisch nicht belegt. Gesichert ist allerdings, dass die Schützenbruderschaft den kaiserlichen Obristen Dietrich Ottmar von Erwitte maßgeblich bei der Verteidigung der Stadt Geseke gegen den tollen Christian bei dieser Belagerung unterstützt hat.
Das erste Schützenfest nach Ende des Zweiten Weltkriegs wurde 1947 unter Aufsicht der britischen Besatzungsmacht und den damit verbundenen Restriktionen gefeiert. Da Schusswaffen verboten waren, wurde der Vogel mit Steinen aus Bahnschotterbeständen abgeworfen. Nachdem im Folgejahr kein Schützenfest stattfinden konnte, durften 1949 auf dem Sportgelände «Am Rabenfittich» Armbrüste zum Schuss auf den Vogel eingesetzt werden.
Auffälligstes Merkmal der Geseker Schützen ist, dass sie statt der weit verbreiteten grünen Schützenuniformen einen Frack mit Rose am Revers und Zylinder mit echtem Eichenlaub tragen. Auf der Halle, wie die Sebastianer ihr vereinseigenes Areal, den Schützenplatz nennen, wird als Kopfbedeckung der Petzel, eine Art Barett in dunkelgrüner Farbe, getragen; lediglich der geistliche Prokurator der Bruderschaft, der aus Geseke stammende Erzbischof von München und Freising und ehemalige Vorsitzende der Deutschen Bischofskonferenz, Reinhard Kardinal Marx, trägt einen Petzel im gleichen Scharlachrot wie sein Birett.
Neben der ehrenamtlichen Tätigkeit in der Heimat- und Brauchtumspflege in der Stadt Geseke halten die Sebastianer die Tradition alter Heimattänze aufrecht. Ecossaise, Kegel und Tampete sind Gesellschafts- und Schreittänze, die ursprünglich aus Adelskreisen stammen.
Eine weitere Besonderheit des Schützenfestes der Bruderschaft ist der sogenannte „Wackelzug“, den es sonst in ähnlicher Form nur beim Neusser Bürger-Schützenfest gibt. Hierbei holen die Schützen die neue Königin am späten Samstagnachmittag ab.
Vom 30. Juni bis zum 9. Juli 2012 beging die Bruderschaft ihr 600-jähriges Jubiläumsschützenfest. Vom 13. bis zum 16. September 2013 war der Verein Ausrichter des Bundesfestes.